# Р2Р хостінг
Р2Р хостінг — це спосіб розповсюдження сторінок Вебсайтів з використанням технології Р2Р. Цим ця технологія відрізняється від класичної «клієнт-сервер», яка для розповсюдження використовує окремі сервера.
Р2Р хостінг може бути реалізований як розповсюдження інформації з кешів кінцевих пристроїв або як мережа доставки контенту в яких пристрій користувача отримує потрібні дані (вебсторінки, зображення тощо) з кешів інших кінцевих пристроїв, обираючи ті з них де швидкість отримання найбільша.
| Платформа | Дата першого релізу | Анонімність       | Швидкий | Встановлення прав на файл | Права на читання файлу | Робота без мережі | Примітки |
| --------- | ------------------- | ----------------- | ------- | ------------------------- | ---------------------- | ----------------- | -------- |
| ZeroNet   | 2015                | Ні, через Tor/I2P | Так     | Так                       | Ні                     | Так               | DHT      |
| Osiris    | 2010                | Так               | Так     | Ні                        | Ні                     | ?                 |          |
| Maelstrom | 2014                | Ні                | Так     | ?                         | ?                      | ?                 |          |
| Freenet   | 2000                | Так               | Ні      | Ні                        | Ні                     | Ні                |          |